# آشپزی چادی

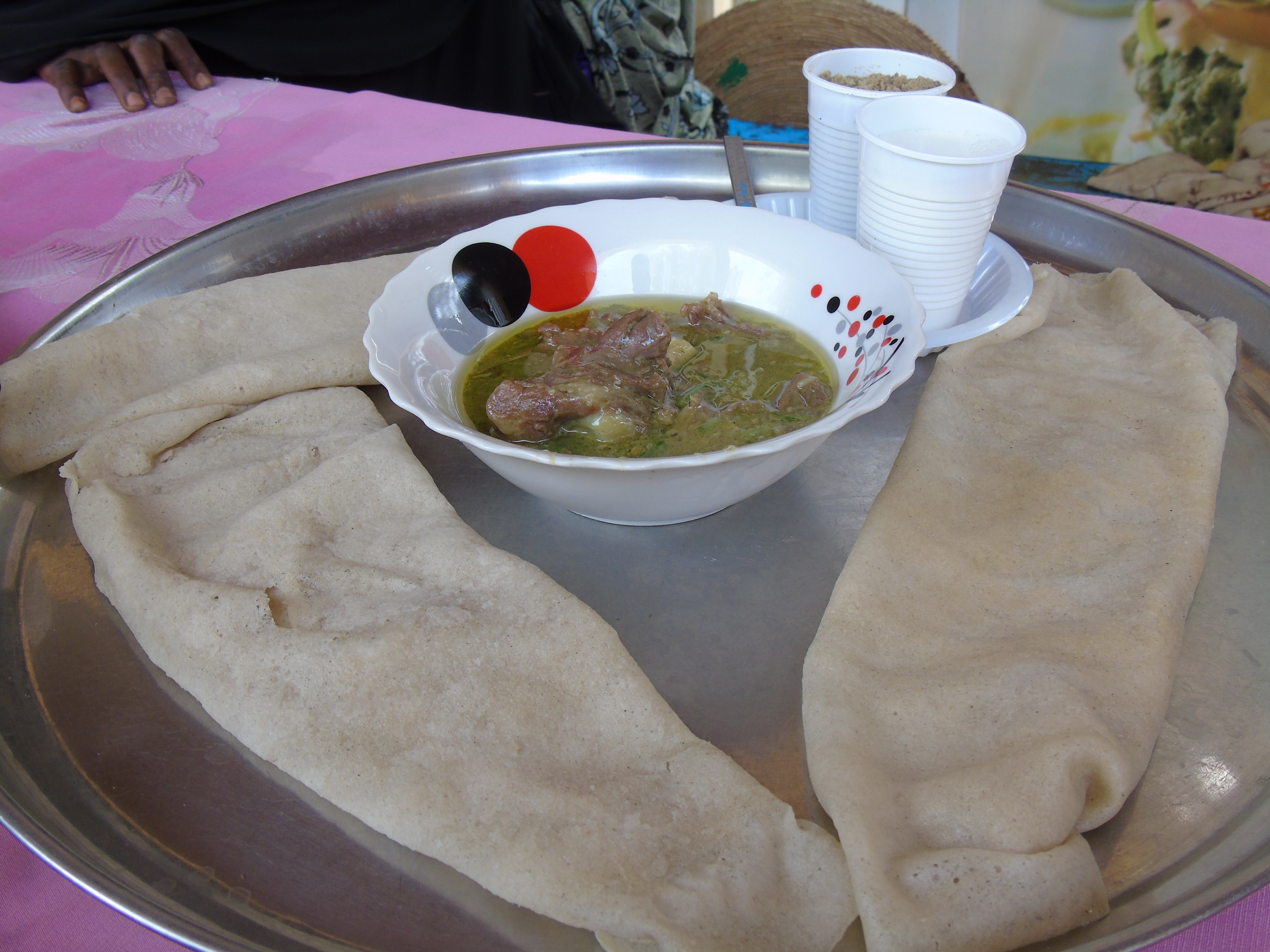
کیسرا با سس ارزن و بامیه درست می‌شود

موقعیت چاد

آشپزی چادی سنت‌ها، شیوه‌ها، خوراک‌ها و غذاهای مرتبط با جمهوری چاد است. چادی‌ها از انواع متوسط غلات، سبزیجات، میوه‌ها و گوشت استفاده می‌کنند. غلات رایج شامل ارزن، سورگوم، و برنج به عنوان غذای اصلی است. سبزیجاتی که معمولاً مصرف می‌شوند شامل بامیه و کاساوا هستند. انواع میوه‌ها نیز مصرف می‌شود. گوشت‌ها شامل گوشت گوسفند، مرغ، خوک، بز، ماهی، بره و گاو می‌باشد. وعده غذایی اصلی روز معمولاً در عصر در یک بشقاب بزرگ مشترک مصرف می‌شود و مردان و زنان معمولاً در مناطق جداگانه غذا می‌خورند. این غذا معمولاً روی زمین و روی یک حصیر سرو می‌شود و مردم در اطراف آن نشسته و غذا می‌خورند.

## غذاهای شمالی و جنوبی
ماهی در جنوب چاد فراوانتر است که از جمله شامل تیلاپیا، سوف، مارماهی، کپور و گربه ماهی می‌شود. مردمان ساکن جنوب لبنیات رامی زیادی را مصرف نمی‌کنند و به اندازه یک منبع پروتئینی به ماهی وابسته نیستند، اما در مقایسه با مردم شمال چاد در استفاده از محصولات تازه و ادویه جات گزینه‌های بیشتری دارند. مردم شمال چاد شامل عرب‌های عشایری و طوارق‌ها هستند که به غذاهای اصلی از جمله لبنیات و گوشت متکی هستند.

## خوراک‌ها و غذاها

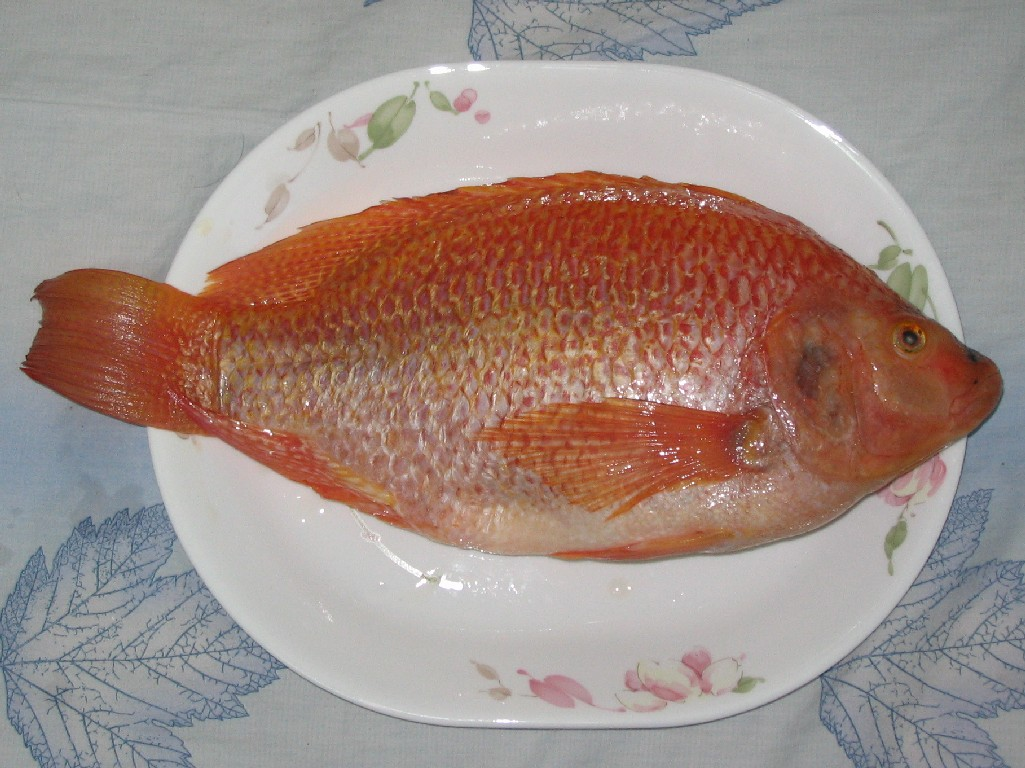
تیلاپیا

- نان تهیه شده از ارزن و سورگوم که به صورت آرد آسیاب شده است[۱]
- دارابا یک غذای سنتی است که با بامیه، گوجه‌فرنگی، سیب زمینی شیرین، سبزی، کره بادام زمینی (یا خمیر بادام زمینی) و مواد اضافی تهیه می‌شود.[۴]
- ماهی خشک، شور و دودی[۲]
- اش یک غذای رایج در میان اعراب شمالی است که از آرد ارزن پخته شده تشکیل گشته و با سس موله سرو می‌شود.
- گوشت گاو و ماهی سرخ شده
- Jarret de boeuf یک خورش سنتی گوشت گاو و سبزیجات است. توصیه می‌شود که به مدت حداقل ۲ ساعت به آرامی پخته شود.[۴]
- کیسر نوعی کرپ خمیر ترش است[۳]
- La Bouillie یک غلات صبحانه سنتی است که به صورت گرم سرو می‌شود. مواد اصلی برنج یا گندم، شیر، کره بادام زمینی و آرد است.[۴]
- پنکیک ارزن و توپ‌های سرخ شده. آیاش نوعی غذای عرب چادی است که در آن گلوله‌های ارزن را در سس‌های مختلف فرو می‌برند.
- نیل سوف
- گامبو مبتنی بر بامیه
- کره بادام زمینی[۲]
- فرنی‌های تهیه شده از ارزن و سورگوم در سراسر کشور رایج است.
- لوبیا قرمز بخشی از رژیم غذایی در جنوب چاد است.[۵]
- سس‌هایی که با گوشت، ماهی و ادویه تهیه می‌شوند. گاهی از سس‌ها برای فرو بردن غذاهای مختلف ارزن و سورگوم مانند نان ارزن استفاده می‌شود.[۱]
- دانه کنجد و روغن کنجد در بسیاری از غذاها استفاده می‌شود[۱]
- شی باتر
- خورش کدو حلوایی با بادام زمینی[۲]
- خورش‌ها اغلب با برگ کاساوا و بامیه به عنوان سبزی اولیه در آنها تهیه می‌شود.[۴]
- موریانه و جیرجیرک برشته شده[۳]

### غلات
- ارزن
- سورگوم
- برنج
- فونیو

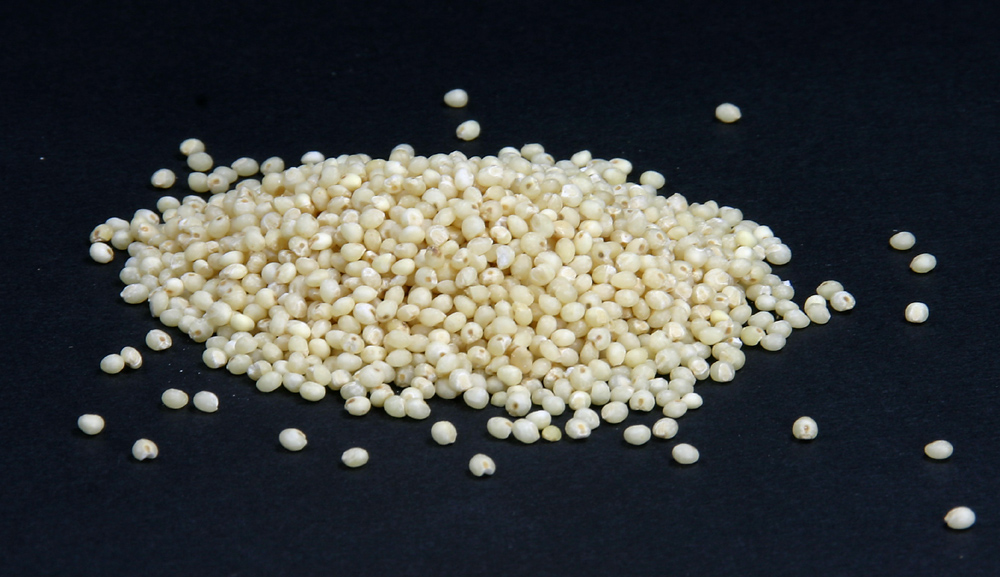
دانه ارزن
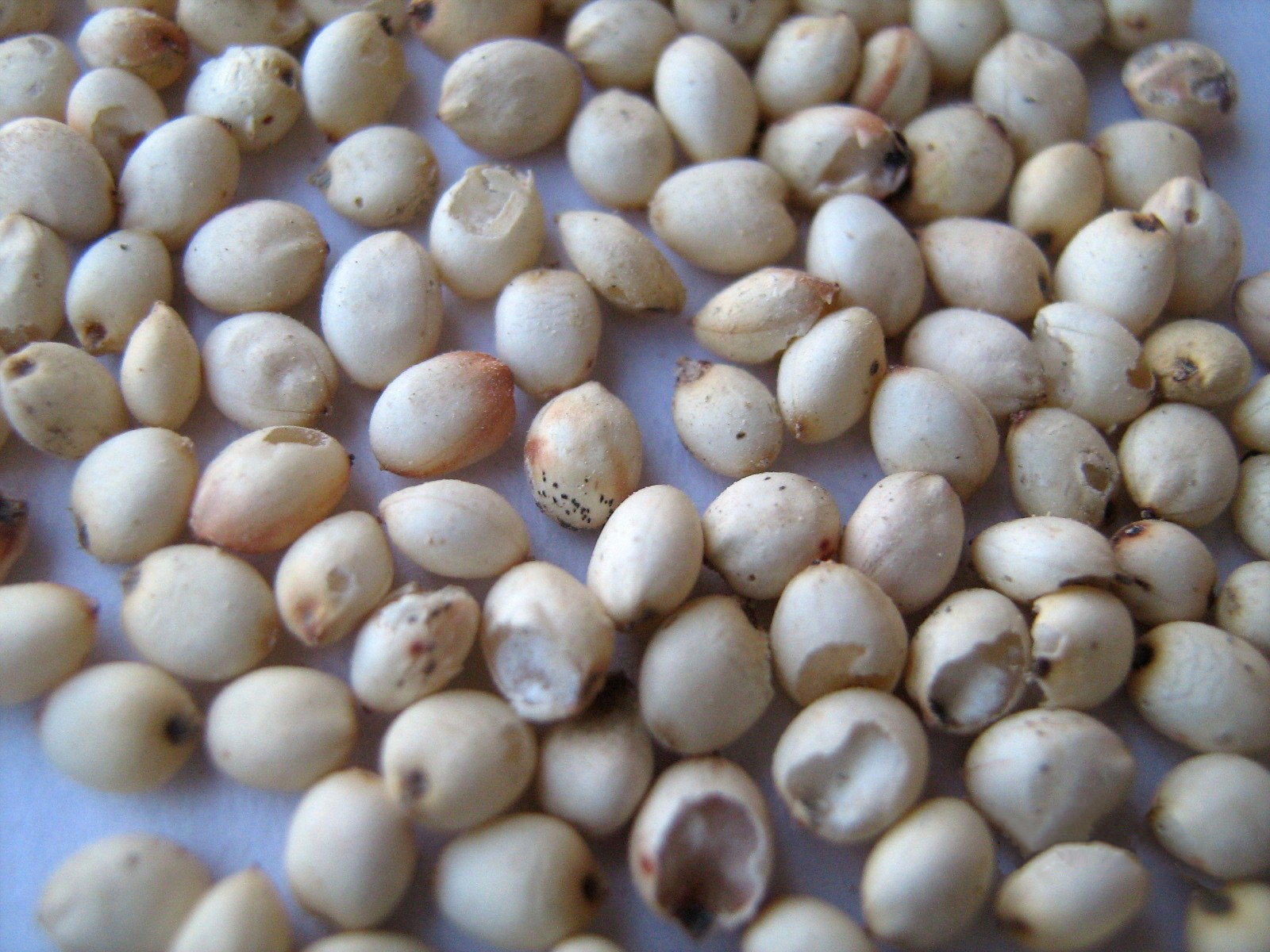
دانه سورگوم
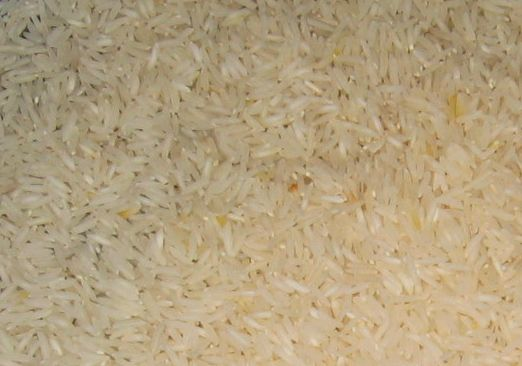
دانه‌های برنج
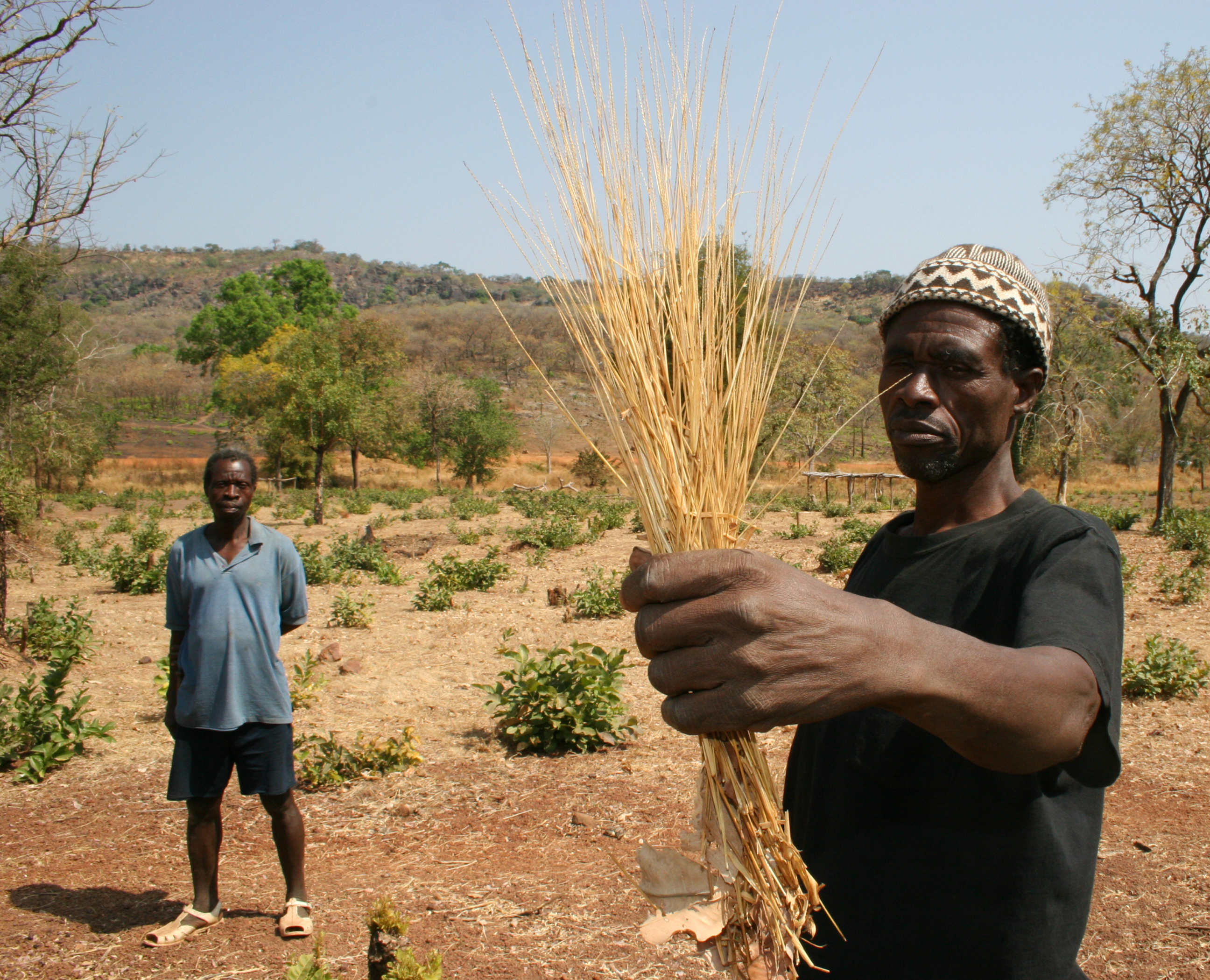
ساقه‌های فونیو

### گوشت‌ها
- گوشت گاو
- گوشت شکار که گاهی خشک می‌شود
- گوشت خوک
- مرغ

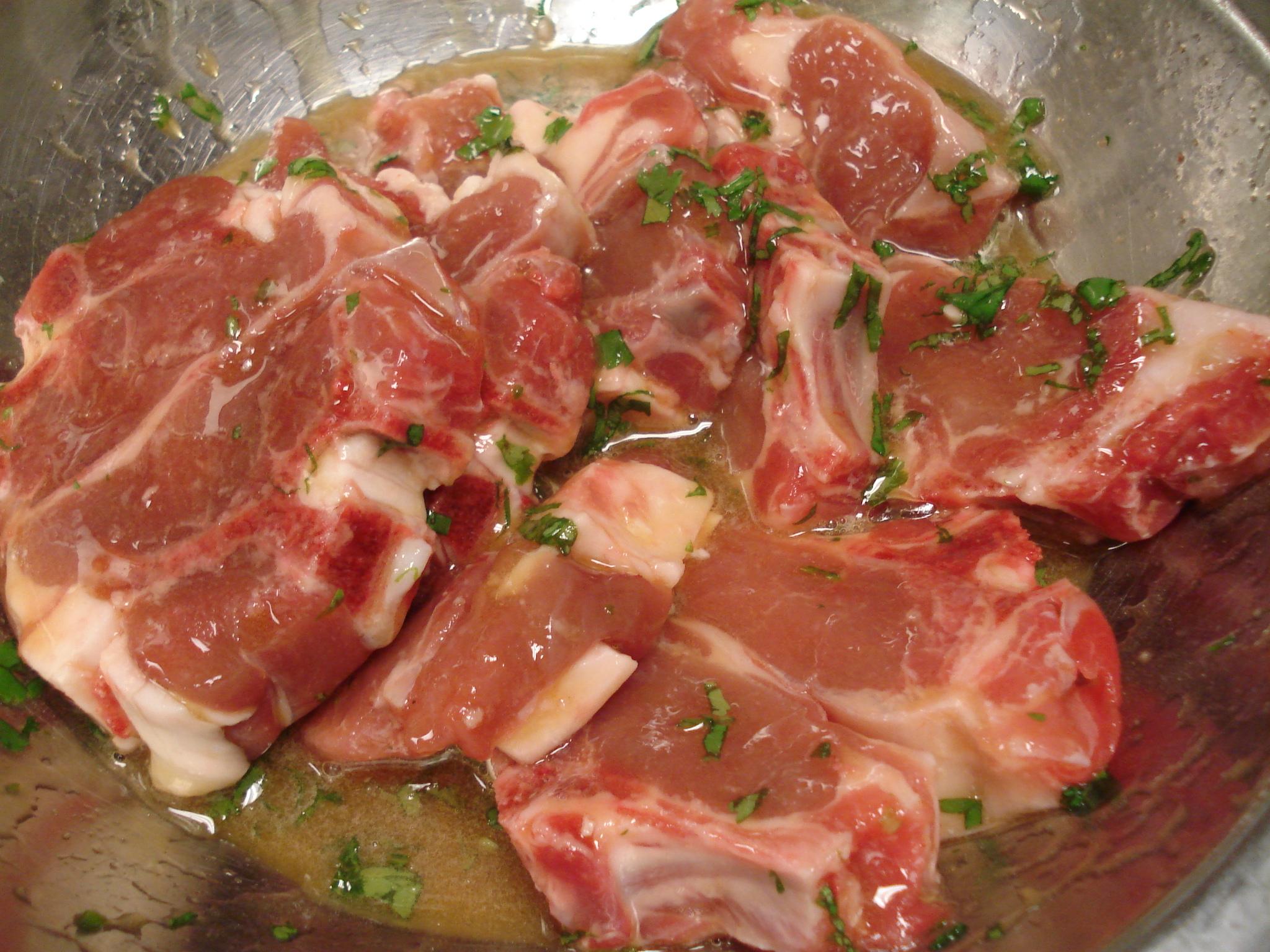
گوشت بز

- ماهی، به ویژه در شمال چاد، از جمله تیلاپیا، کپور، مارماهی، سوف و گربه ماهی.[۱] ماهی رایج‌ترین منبع پروتئین در چاد است.
- بزها متداول‌ترین دام‌های پرورش‌یافته در چاد هستند، و برای غذا به شکل گوشت بز و شیر بز استفاده می‌شوند.
- گوشت گوسفند

### میوه‌ها و سبزیجات

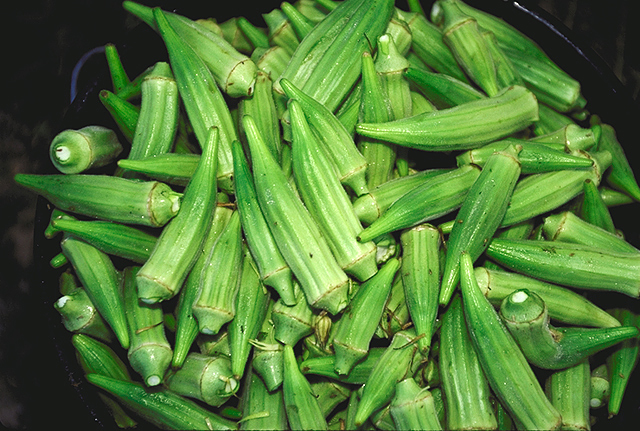
بامیه به‌طور گسترده در چاد مصرف می‌شود

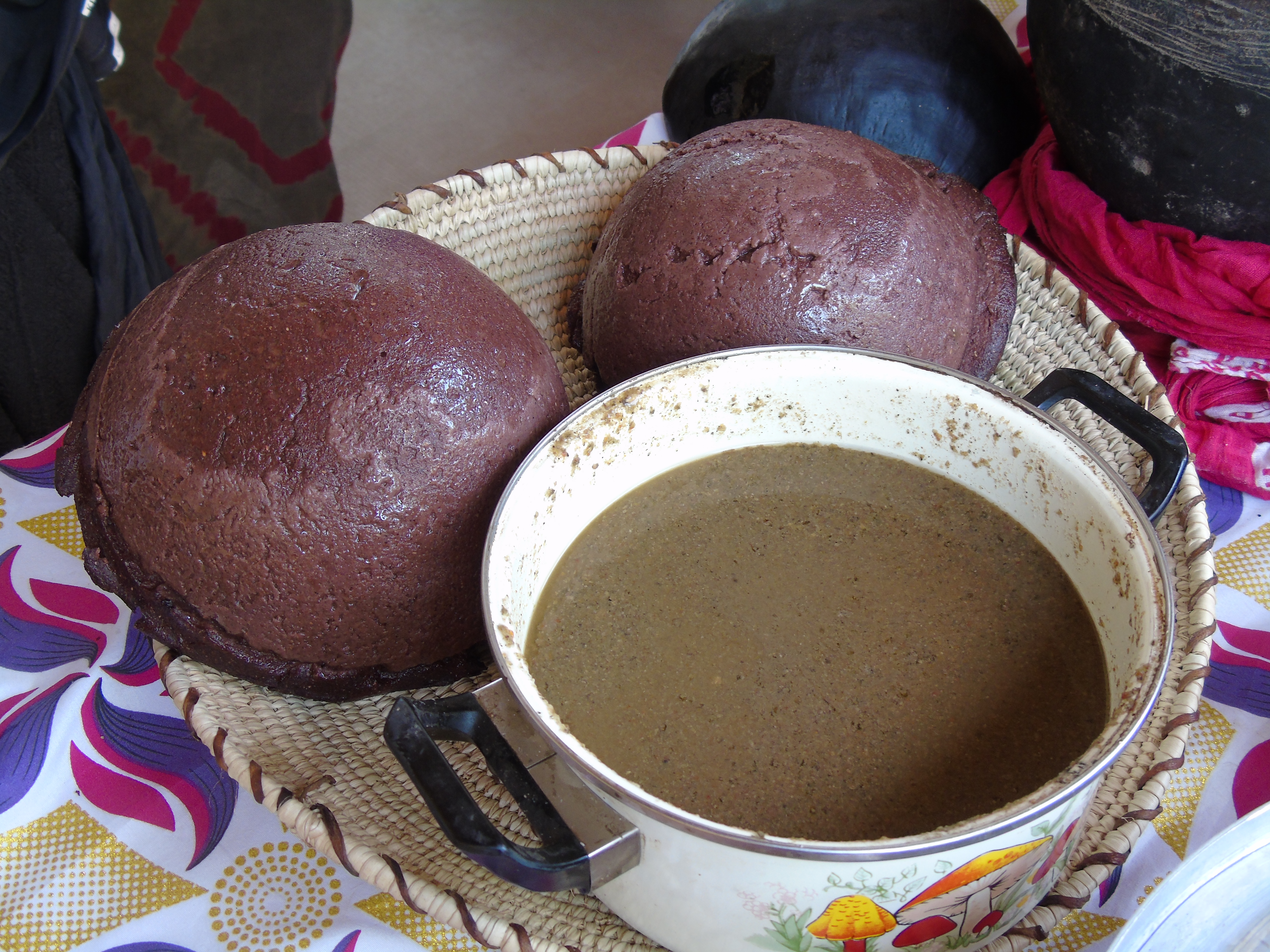
توپ سورگوم با سس بامیه خشک شده

- موزها، از جمله پلانتین *
- هویج‌ها[۱]
- کاساوا، از جمله برگ کاساوا[۱]
- فلفل تند[۱]
- مرکبات[۱]
- خرما[۱]
- فلفل شیرینخشک شده[۳]
- سیر[۳]
- لوبیا سبز[۱]
- گواوا *[۱]
- حبوبات‌ها، از جمله عدس‌ها[۱]
- ذرت[۱]
- انبه *[۱]
- خربزه *[۱]
- بامیه[۱]
- پیاز[۱]
- پاپایا *[۱]
- بادام زمینی[۱]
- آناناس *[۱]
- سیب زمینی[۱]
- کشمش[۱]
- کدو سبز[۴]

* به ویژه در جنوب چاد رایج است

## نوشیدنی‌ها
چای پرمصرف‌ترین نوشیدنی در چاد است. چای‌های قرمز، سیاه و سبز در غذاهای چادی مصرف می‌شود. Karkanji/carcaje یک چای قرمز است که از گل‌های خشک شده ختمی که به آن زنجبیل، میخک، دارچین و شکر اضافه می‌شود، در چاد بسیار رایج است. مشروب و آبجو ارزن توسط چادی‌های غیر مسلمان در مناطق جنوبی کشور مصرف می‌شود. آبجو ارزن به نام بیلی بیلی معروف است.
نوشیدنی‌های اضافی در غذاهای چادی عبارتند از:
- آب‌میوه
- گالا آبجوی است که در چاد دم می‌شود
- Jus de Fruit یک نوشیدنی سنتی است که با انبه، شیر، شکر و پودر هل تهیه می‌شود.
- شیر
- نوشابه

## نمایش بین‌المللی
غذاهای چادی راه خود را به صحنه آشپزی بین‌المللی باز کرده است. جهانی شدن غذا، سفر و دیاسپورای چاد همگی به گسترش غذاهای چادی در خارج از این کشور کمک کرده‌اند. در شهرهایی که جوامع آفریقایی قابل توجهی دارند، مانند پاریس، لندن و نیویورک، گاهی می‌توان غذاهای چادی را در رستوران‌های آفریقایی یا در رویدادهای فرهنگی پیدا کرد.
برخی از غذاهای محبوب چادی که در خارج از کشور به رسمیت شناخته شده‌اند عبارتند از:
- دارابا: خورش گیاهی که از بامیه، گوجه‌فرنگی و کره بادام زمینی درست می‌شود و اغلب با برنج یا نوعی فرنی به نام «بول» سرو می‌گردد.
- ماهی خشک: یک ماده رایج در آشپزی چادی است، ماهی خشک اغلب برای طعم دادن به انواع خورش‌ها و سوپ‌ها استفاده می‌شود.
- گوشت‌های کبابی: گوشت‌های کبابی مانند بز یا مرغ، غذای پرطرفداری در چاد است که در غرفه‌ها و رستوران‌های کنار جاده ای یافت می‌شود.
- بوله: فرنی غلیظی است که از غلاتی مانند ارزن، سورگوم یا ذرت تهیه می‌شود که اغلب با سس یا خورش سرو می‌شود.
- La Bouillie: فرنی شیرینی که از آرد برنج یا ارزن، شکر و آب تهیه می‌شود و اغلب با موادی مانند بادام زمینی، نارگیل یا تمر هندی طعم‌دار می‌شود.[۶]